# Kevin Quintero
Kevin Santiago Quintero Chavarro (* 28. Oktober 1998 in Palmira) ist ein kolumbianischer Bahnradsportler, der auf die Kurzzeitdisziplinen spezialisiert ist. Er ist einer der erfolgreichsten Bahnradsportler seines Landes seit Ende der 2010er Jahre, neben der Sportlerin Martha Bayona.

## Sportliche Laufbahn
2015 errang Kevin Quintero seine erste internationale Medaille, als er bei den Panamerikameisterschaften Silber im 1000-Meter-Zeitfahren der Junioren gewann. Im Jahr darauf gewann er bei den panamerikanischen Bahnmeisterschaften vier Medaillen, zweimal Gold (im Zeitfahren sowie im Teamsprint), Silber im Sprint und Bronze im Keirin.
2018 startete Quintero in der Elite. Bei den Südamerikaspielen gewann er gemeinsam mit Fabián Puerta und Rubén Murillo den Teamsprint und Bronze im Sprint. Weitere Medaillen gewann er bei den Zentralamerika- und Karibikspielen und den Panamerikameisterschaften. Bei den kontinentalen Meisterschaften stellte er mit 58,657 Sekunden einen neuen Rekord über 1000 Meter auf. Zudem wurde er kolumbianischer Meister im Sprint und im Zeitfahren. In der Keirin-Gesamtwertung des Weltcups 2018/19 belegte er Rang neun.
2019 wurde Quintero Panamerikameister im Keirin und siegte in dieser Disziplin auch bei den Panamerikaspielen in Lima und errang bei beiden Veranstaltungen weitere Medaillen. 2021 startete er bei den Olympischen Spielen in Tokio, wo er Elfter im Keirin und 20. im Sprint wurde. Im selben Jahr errang er vier weitere kontinentale Titel, und er gewann den Sprint-Wettbewerb beim Lauf des Nations’ Cup in Sankt Petersburg. 2022 entschied er den Keirin-Wettbewerb beim Nations’ Cup im kanadischen Milton. Im Jahr darauf wurde er in Glasgow Weltmeister im Keirin.

## Erfolge
2015
- Junioren-Panamerikameisterschaft – 1000-Meter-Zeitfahren

2016
- Junioren-Panamerikameister – 1000-Meter-Zeitfahren, Teamsprint (mit Jair Andrés Mojica und Juan Esteban Arenas)
- Junioren-Panamerikameisterschaft – Sprint
- Junioren-Panamerikameisterschaft – Keirin

2018
- Südamerikaspiele-Sieger – Teamsprint (mit Fabián Puerta und Rubén Murillo)
- Südamerikaspiele – Sprint
- Zentralamerika- und Karibikspiele – 1000-Meter-Zeitfahren
- Zentralamerika- und Karibikspiele – Sprint, Teamsprint (mit Rubén Murillo, Anderson Parra und Edgar Verdugo)
- Panamerikameisterschaft – 1000-Meter-Zeitfahren, Keirin, Teamsprint (mit Santiago Ramírez Morales und Rubén Murillo)
- Kolumbianischer Meister – Sprint, 1000-Meter-Zeitfahren

2019
- Kolumbianischer Meister – Sprint
- Panamerikaspiele – Teamsprint (mit Rubén Murillo, Santiago Ramírez Morales und Juan Esteban Arango)
- Panamerikaspielesieger – Keirin
- Panamerikaspiele – Sprint
- Panamerikameister – Keirin
- Panamerikameisterschaft – Sprint, 1000-Meter-Zeitfahren
- Weltcup in Brisbane – Keirin

2021
- Panamerikameister – Sprint, Keirin, 1000-Meter-Zeitfahren, Teamsprint (mit Santiago Ramírez Morales und Rubén Murillo)
- Nations’ Cup in Sankt Petersburg – Sprint

2022
- Nations’ Cup in Milton – Keirin
- Weltmeisterschaft – Keirin
- Juegos Bolivarianos – Sprint
- Panamerikameisterschaft – Keirin
- Panamerikameisterschaft – Sprint, Teamsprint (mit Carlos Echeverri, Juan David Ochoa und Santiago Ramírez Morales)
- Kolumbianischer Meister – Sprint

2023
- Weltmeister – Keirin
- Panamerikaspiele – Teamsprint (mit Carlos Echeverri und Rubén Murillo)
- Panamerikaspiele – Sprint

2024
- Weltmeisterschaft – Keirin

2025
- Panamerikameister – Keirin
- Panamerikameisterschaft – Sprint, Teamsprint (mit Rubén Murillo und Cristian Ortega)